# Georges-Louis Leclerc de Buffon
Georges-Louis Leclerc de Buffon, född 7 september 1707 i Montbard i Bourgogne, död 16 april 1788, greve de Buffon, var en fransk upplysningsfilosof och naturforskare, känd för sitt voluminösa flerbandsverk Histoire naturelle générale et particuliére, avec la description du cabinet du roi. Han var ledamot av Franska vetenskapsakademien och Franska akademien. 
Buffon har dels uppmärksammats i egenskap av kritiker till Carl von Linnés systematisering av naturen. Dels utövade han ett betydelsefullt inflytande på den nästkommande generationen biologer, såsom Jean-Baptiste Lamarck och Charles Darwin. Darwin själv skrev i förordet till den sjätte upplagan av Om arternas uppkomst, att Aristoteles hade varit en föregångare till teorin om det naturliga urvalet, och att "den förste författare som under modern tid behandlat detta i en vetenskaplig anda är Buffon".

## Biografi

### Tidiga år
Han föddes som son till Benjamin Leclerc, en adelsman, och Anne-Christine Marlin. Släktnamnet är Leclerc; Buffon är ett grevskap i Côte-d'Or.
Redan tidigt visade han intresse för naturvetenskaperna. Vid tio års ålder började han vid en jesuitskola i Dijon, och inträdde därefter vid universitetet i Angers. Där studerade han till en början juridik, men övergav detta för matematik och naturvetenskap. Han blev avstängd från universitetet efter en duell, och reste till Italien och vistades någon tid i England för att studera detta lands språk. 1732 återkom han till Frankrike. 
Fadern hade gift om sig varigenom hans arv stod på spel. Hans första arbete var i matematik och sannolikhetsteorin, Sur le jeu de franc-carreau. Arbetet tillkom under tiden han brevväxlade med den schweiziska matematikern Gabriel Cramer. På grund av detta verk har Buffons nål uppkallats efter honom. Hans första, mindre arbeten på det litterärt vetenskapliga området var ett par översättningar av Stephen Hales’ "Vegetable statics" ("Statique de végétaux", 1735) och Isaac Newtons "Method of fluxions" ("Méthode de fluxions de Newton", 1740). Till en början sysselsatte han sig mest med matematiska och fysiska forskningar.

### Till Paris
Under denna tid flyttade han till Paris, där han lärde känna Voltaire och andra framstående representanter för upplysningen. 1739 valdes han till medlem av franska vetenskapsakademien, och samtidigt blev han intendent vid Jardin du roi (vilken sedermera fick namnet Jardin des plantes). Under Buffons förvaltning blev denna institution en mönsteranstalt i fråga om samlingarnas rikedom och vetenskapliga anordning. De iakttagelser och jämförelser han fick tillfälle att göra där, gav honom idén att utge en allmän naturalhistoria. 

### Naturalhistorien
Samma år han invaldes i vetenskapsakademien, 1739, började han ägna sig åt den stora uppgiften. Efter tio års arbete tillsammans med anatomen Louis-Jean-Marie Daubenton, åt vilken han överlämnat beskrivningen av formerna och den anatomiska avdelningen, utgavs 1749 de tre första banden av Histoire naturelle générale et particuliére, avec la description du cabinet du roi. 1767 hade den utkommit i femton delar. Dessa band behandlar teorin om jordens skapelse samt människans och djurens naturalhistoria. Buffon diskuterade här för teorin att människan och apan hade ett gemensamt ursprung; apan var enligt honom en degenererad människa.
1774-89 utgavs sju band, som utgör ett supplement till de förra och av vilka det femte bildar ett självständigt helt, vari Buffon framhöll de vulkaniska krafternas inverkan på jordens utveckling; i sin första teori hade han uteslutande fäst sig vid de neptuniska krafterna. 1770-83 offentliggjordes ytterligare nio delar, innehållande fåglarnas naturalhistoria, utarbetad utan Daubentons medverkan, och 1783-88 utgavs fem delar, omfattande mineralogin - den svagaste delen av Buffons verk. (De återstående delarna, vilka innehåller reptilernas, fiskarnas och valdjurens naturalhistoria, utarbetades av Bernard Lacépède och utkom 1788-1804.) Åren 1774-1804 utgavs en ny upplaga, i vilken de anatomiska beskrivningarna är utelämnade och supplementet omarbetat. Av de ännu tillgängliga upplagorna intar Lamouroux’ och Desmarests (1824 -32) samt Cuviers (1825-26) de främsta rummen.

### Kampen mot Linné
Buffons kunskap var endast delvis stödd på egna iakttagelser. Det stränga systematiserandet föraktade han såsom ett onödigt band på naturåskådningen. Han ville beskriva, inte katalogisera, naturen. Också sökte han i sina naturskildringar visa att Linnés systematik var obehövlig. Framtiden visade dock att vetenskapen, för ordningens skull, var tvungen att gå den väg Linné utstakade, och Buffon själv, Linnés värdigaste motståndare, kunde inte själv undgå att i sina naturskildringar många gånger ge hänvisning på ett samband i naturen, vilket, uttryckt i ord, även kunde tjäna såsom en karaktär, ett stycke klassifikation; men det har jämväl visat sig, att Buffons opposition mot den linnéanska riktningen hade ett visst berättigande, eftersom naturalhistorien såsom vetenskap var nära att förvandlas till ett lexikon. Den friska anda i naturåskådningen, som blommade upp i Frankrike efter Buffon och blåste nytt liv i det linnéanska systemet, hade en god del av sina rötter i den jordmån, som Buffon odlat.

### Buffons teorier
Buffon ägde en klar insikt i flera av naturvetenskapens huvudfrågor, och med stort skarpsinne förstod han att ur det enskilda dra slutsatser om det allmänna. Särskilt må påpekas att Buffon på ett synnerligen klart sätt framställde de olika djurformernas geografiska fördelning och sökte - stundom med framgång - förklara flera betydelsefulla djurgeografiska företeelser. En av de banbrytande upptäckterna han gjorde var att konstatera att trots likheter i miljön, fanns det ofta regionala varieteter av arter, vilket senare kommit att kallas Buffons lag, och vilket är ett första steg mot en biogeografi och evolutionsteori. Från detta drog han slutsatsen att olika arter måste ha förbättrats och vissa degenererat efter att ha hamnat på andra platser än varifrån de hade skapats. Vidare lade han fram hypotesen att klimatförändringar kunde ha orsakat den världsvida spridningen av arterna. Hans verk fick i det avseendet även betydelse för utvecklingen av den moderna ekologin.
Hans livliga fantasi förledde honom dock ofta att begå misstag. Hans teorier om jordens uppkomst och utveckling, som han framlade i Les époques de la nature, bedöms på följande sätt av Georges Cuvier: "Det är omöjligt att i alla deras delar försvara vare sig den första eller den andra av Buffons teorier om jordens daning. Denna komet, som tar med sig stycken ur solen, dessa glödande planeter, som småningom avkyls, somliga hastigare än andra, dessa organiska varelser, som efter hand uppträda på planeternas yta, i mån som dennas temperatur sjunker, är i verkligheten endast inbillningsfoster. Buffon var emellertid den förste som klart visade att jordklotets nuvarande tillstånd är resultatet av en mängd på varandra följande förändringar, av vilka vi ännu kan finna spår. Det var han som först ledde forskarens uppmärksamhet på de företeelser, genom vilka man kan få ett begrepp om dessa förändringar". 
Genom sina uppskattningar av jordens ålder, vilken han bedömde vara 75 000 år, hamnade han i kollision med ärkebiskop James Ussher, och katolska kyrkan i Frankrike brände hans böcker. Detta då han även förnekat att syndafloden hade ägt rum, samt hävdat att på grund av att vissa djur har organ de inte behöver, så har de utvecklats och inte bara tillkommit. Buffon betraktade sig dock inte som ateist.
I stilen, bildspråket och uttrycket är han harmonisk, praktfull, förädlad och värdig, och som författare jämställdes han under sin samtid med Voltaire och Rosseau. 1753 invaldes han i franska akademien (stol 1), och vid inträdestalet yttrade han de bekanta orden: "le style est de l’homme méme". (I de flesta upplagorna av hans tal har emellertid detta yttrande blivit ändrat till: "le style c’est l’homme", stilen är människan). Buffon dog 16 april 1788. 
En staty av Buffon upprestes redan under hans livstid vid ingången till naturhistoriska museet i Paris, och kort efter hans död uppsattes en annan i Montbard. Sedan 1856 finns en staty av honom på Champs Elysées i Paris.
Hans enda barn, Georges Louis Marie Leclerc de Buffon, giljotinerades under franska revolutionen.

## Utmärkelser
Asteroiden 7420 Buffon är uppkallad efter honom.